# 'T Stadhuys van Hoorn
Gevelsteen 'T Stadhuys van Hoorn is een gevelsteen in Amsterdam-Centrum. De steen bevindt zich in een gevel van de Dominicuskerk.
De steen is afkomstig van de herhaalde vernieuwing van de schuilkerk ’T Stadhuys van Hoorn gevestigd aan de Nieuwezijds Achterburgwal (Agterburgwal). Die schuilkerk, die eruitzag als een grachtenpand werd rond 1763 gebouwd als een vervanging van een bestaande gebouw. Bij deze verbouwing kreeg de steen de huidige omlijsting met Lodewijk XV-kenmerken. De steen zat toen in de buitengevel. Die kerk werd regelmatig verbouwd, waarbij de gevelsteen steeds herplaatst werd. In 1878 werd besloten dat er weer een nieuwe kerk moest komen aan de Spuistraat (de hernoemde Nieuwezijds Achterburgwal na demping in 1873) en architect Pierre Cuypers plaatste de steen in de onderbouw van de hoge kerktoren aan de Korte Korsjespoortsteeg, die echter nooit afgebouwd werd. Op de ontwerptekening is de steen trouwens niet te zien. Bij een renovatie in 1995 werd de steen weer verplaatst, nu in de zijgevel van het gebouw aan de Spuistraat. De steen hangt dus vanaf dat moment bij de plek waar ze ooit begon. De steen werd toen op initiatief van de Vereniging van Amsterdamse Gevelstenen gerestaureerd; ze had te lijden gekregen van regenwater. Tijdens diezelfde restauratie werd ook de losse plint gerestaureerd. De steen is gemaakt in de rococostijl met voluten etc. terwijl de kerk neogotisch is. Tijdens de restauratie kreeg het haar blauwe kleur, een verwijzing naar een prent van Adrianus Doesjan in het bezit van het Westfries Museum. Het gebruikte materiaal voor het stadhuis was Belgisch hardsteen, dat blauw geschilderd was om meer op te vallen.
Burgemeester Job Cohen kwam op 19 april 1996 de oude steen op nieuwe plek onthullen. 
Het afgebeelde stadhuis van Hoorn stond tot 1797 aan Roode Steen in Hoorn; het ging aan bouwvalligheid ten onder en werd afgebroken.

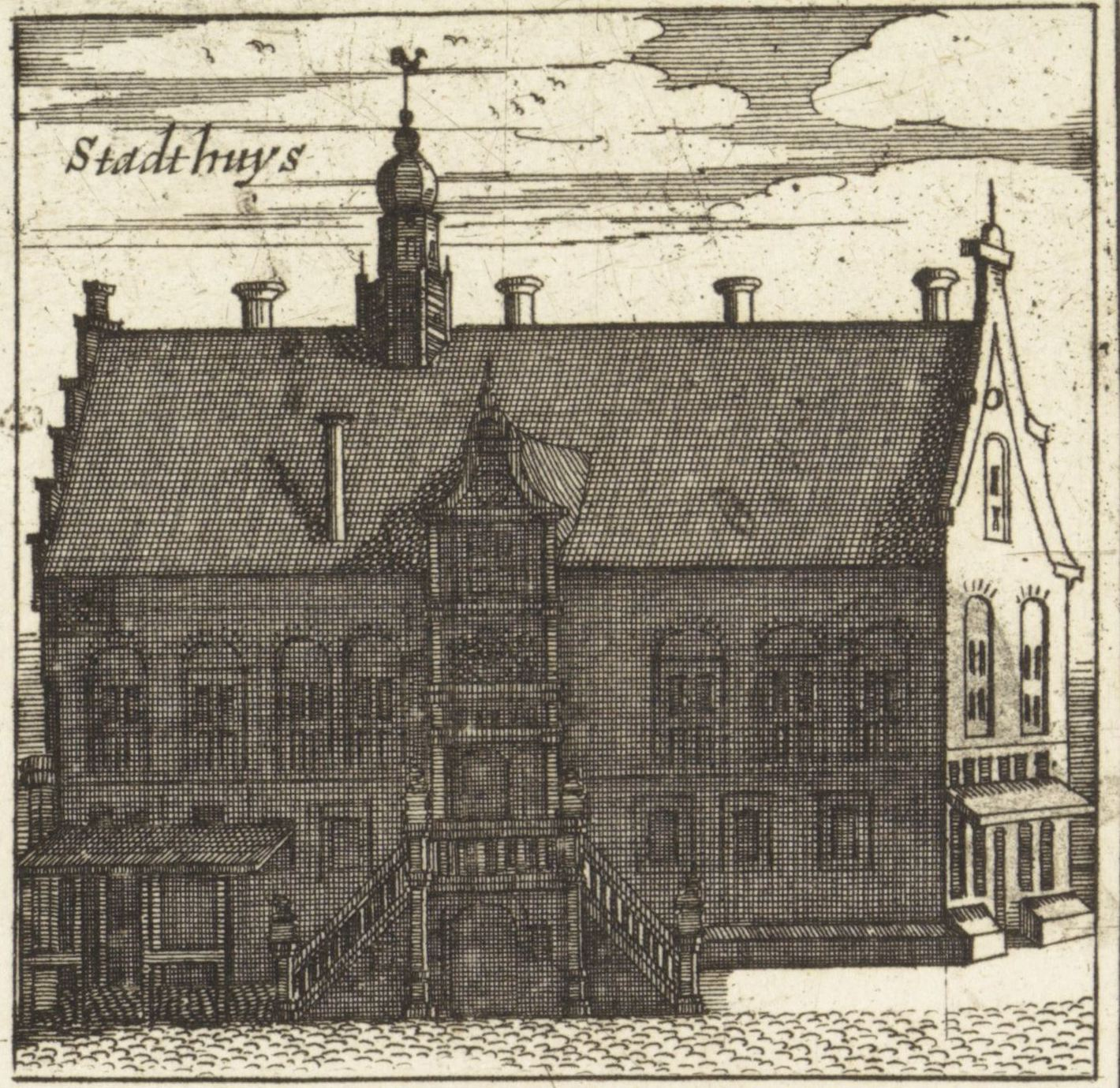
Stadhuis van Hoorn; in de 17e eeuw vastgelegd door Hendrik Gerritsz. Pot

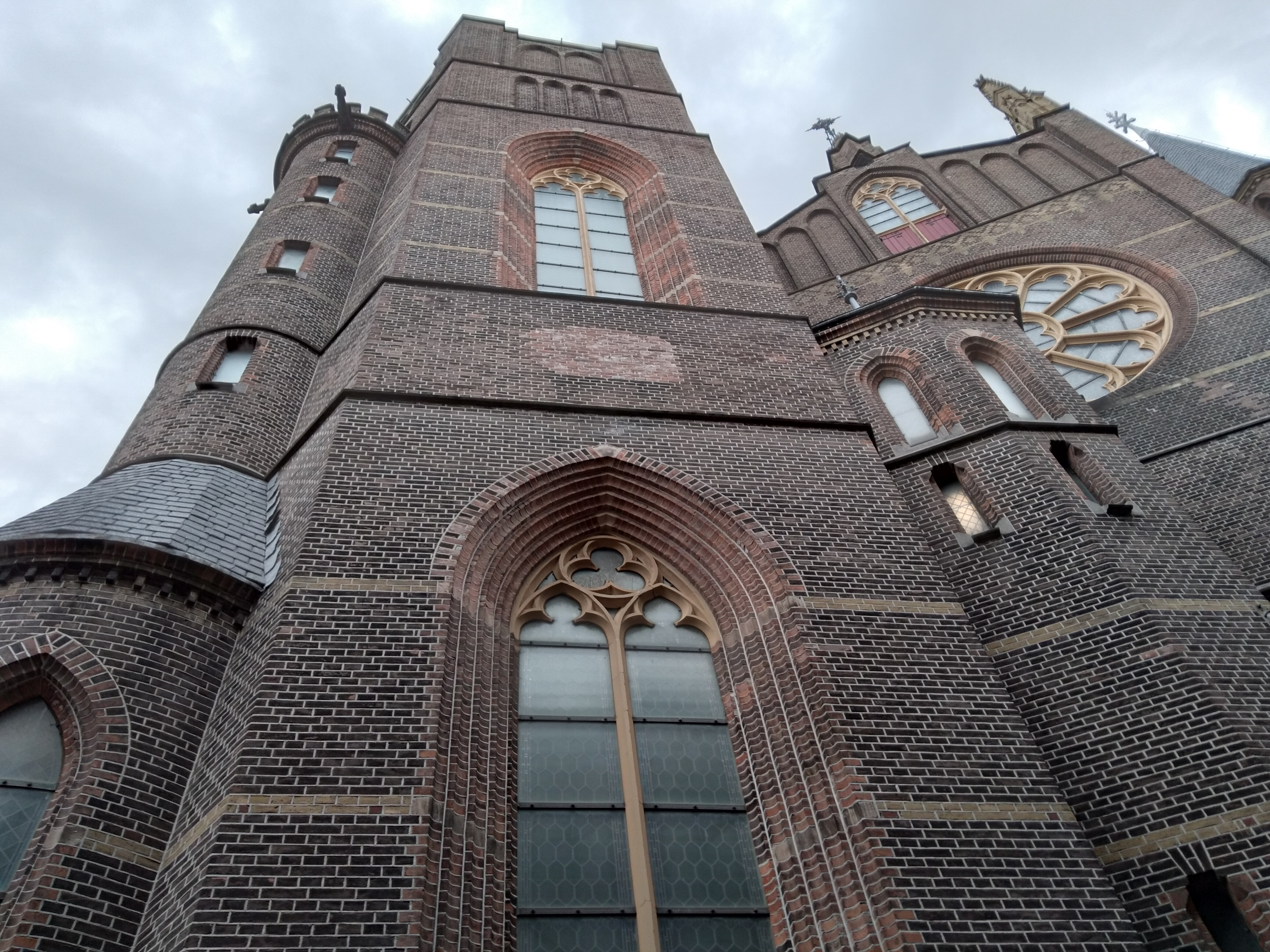
Dominicuskerk met "litteken" verplaatste gevelsteen (mei 2021)